# جرج ادوارد بریگز
جرج ادوارد بریگز (انگلیسی: George Edward Briggs؛ ‏ ۲۵ ژوئن ۱۸۹۳ – ۷ فوریهٔ ۱۹۸۵) استاد گیاه‌شناسی بریتانیایی دانشگاه کمبریج بود.
وی که در سال ۱۹۳۵ میلادی به‌عنوان همکار انجمن سلطنتی برگزیده شد، چندین مقاله بسیار مهم علمی دربارهٔ آنزیم‌ها منتشر کرد.